# 迈克尔·皮勒
迈克尔·皮勒（Michael Piller，1948年5月30日—2005年11月1日）出生于纽约州，是一位电视剧作家与电视制片人，因对《星际旅行》系列的重要贡献而闻名。